# Eva Adolfsson
Eva Adolfsson, född 28 december 1942 i Malmö, död den 20 april 2010 i Hägersten, var en svensk författare och litteraturkritiker. 

## Biografi
Eva Adolfsson föddes i Malmö men växte upp i Göteborg, där hon gick i gymnasiet. Hennes far var Gunnar Adolfsson, proletärförfattare, tidningsredaktör och politiker. Han var chefredaktör för den kommunistiska Arbetartidningen i Göteborg. 
Adolfsson studerade först litteraturvetenskap vid Göteborgs universitet och sedan ryska vid Stockholms universitet. Hon läste även ryska under ett år i Moskva på 1960-talet.  År 1966 blev hon filosofie magister innan hon 1971 utexaminerades från Lärarhögskolan i Stockholm. Hon var politiskt aktiv på vänsterkanten och tillhörde redaktionen för den oberoende socialistiska tidskriften Zenit 1967–1970. Åren 1976–1982 var hon redaktör för tidskriften Ord & Bild. Under samma period, från 1975, var hon också verksam som litteraturkritiker, främst i Dagens Nyheter. Hon spelade en viktig roll som förmedlare av feministiska och kvinnopolitiska frågor.
Åren 1968–1982 sammanlevde hon med kritikern Ulf I Eriksson, med vilken hon fick sönerna Måns och Linus. Under åren 1984–2000 levde hon tillsammans med litteraturvetaren Ulf Olsson. Paret gifte sig 1987. Med Ulf Olsson fick hon sonen Bruno. Hon var länge bosatt i Knivsta i Uppland men efter skilsmässan från sin andra make flyttade hon till Stockholm. På somrarna bodde hon i faderns barndomshem i småländska Ryd.
Eva Adolfsson var tidigt verksam som kritiker och hon debuterade som essäist. Hon hade en radikal och feministisk profil. Som redaktör för Ord & Bild satte hon en vänsterradikal prägel på tidskriften. 

### Författarskap
År 1980 gav hon ut essäsamlingen Livstycken. Den innehåller, liksom de senare essäsamlingarna I gränsland och Hör, jag talar!, essäer om proletärförfattare och kvinnliga författare, bland andra hennes egna litterära valfrändskaper Stina Aronson, Birgitta Trotzig och Sara Lidman.
Eva Adolfsson debuterade skönlitterärt 1989 med I hennes frånvaro, en roman som kretsar kring frågan om att söka sitt förflutna. Romanens huvudperson Gertrud befinner sig i någon sorts gränsland mellan myt och verklighet, stumhet och tal. Hon var en gång en sjöjungfru och därnere i havets skimrande djup kunde hon sjunga sin egen sång, starkt, vackert och fullödigt. I romanens nutid har hon, trots att hon är lärarinna, svårt att uttrycka sig och hon slits mellan begäret att återvända till havets djup och sin längtan efter att få stiga upp till den strålande världen ovanför ytan, som gör henne stum.
Eva Adolfssons följande roman, Till Moskva, 1995, utspelar sig, som titeln säger, i den ryska huvudstaden och har en tydligt självbiografisk bakgrund. Den handlar om nittonåriga Agnes som sensommaren 1962 reser till Moskva för att under ett år studera språk och litteratur. Samtidigt som romanen på ett mycket sensitivt och nästan fysiskt påtagligt sätt beskriver en ung kvinnas sökande träder den grå och kalla efterkrigstidsstaden fram.
Flera av berättelserna i essäsamlingen Till skilda orter, 1998, tycks även de vara självbiografiskt förankrade. Här finns exempelvis berättelsen om hur författaren som liten flicka reste med sin pappa till Rumänien i början på femtiotalet. Novellsamlingen består av åtta sammanlänkade berättelser, där man i var och en möter en skrivande kvinna som reser till olika platser. Det är emellertid inte de geografiska platserna i sig som är viktiga utan snarare den betydelse de har under en epok eller i ett historiskt skeende.
Romanen Förvandling, 2005, som vann Sveriges Radios romanpris, är ett smart och roande men också mycket allvarligt ”talking back” till Knut Hamsuns 1800-talsroman Sult. Den handlar om en ung kvinnas närmast gränslösa framtidshunger, som bara växer och växer alltmedan hon strövar runt i stockholmsförorten Sundbyberg med ett barn i en växande mage. Eva Adolfssons fjärde och sista roman En liten historia, 2009, som nominerades till Augustpriset, är en dröjande och fjäderlätt berättelse om ett kärleksmöte som aldrig fullföljs. Här når den lätt distanserade och lite ironiska stil, som är Eva Adolfssons, sin höjdpunkt.
Eva Adolfsson avled 2010. Hon är begravd på Skogskyrkogården i Stockholm.

## Priser och utmärkelser
- 1990 – Albert Bonniers stipendiefond för yngre och nyare författare
- 1991 – Lotten von Kraemers pris
- 2000 – Moa-priset
- 2003 – Zibetska priset
- 2006 – Sveriges Radios Romanpris för Förvandling
- 2009 – Eric och Ingrid Lilliehööks stipendium
- 2010 – De Nios Vinterpris